# Damien de Schönborn-Buchheim
Le comte Damien de Schönborn-Buchheim (en allemand Damian Hugo Philipp von Schönborn-Buchheim), né le 19 septembre 1676 à Mayence et mort le 19 août 1743 à Bruchsal est cardinal et prince-évêque de Spire et de Constance.

## Famille
Damien de Schönborn-Buchheim est le troisième fils d'un ministre d'État à la cour du prince-évêque de Mayence qui a dix-huit enfants. Son oncle est Mgr Lothaire-François de Schönborn, ses frères les princes-évêques François-Georges, Jean-Philippe et Frédéric-Charles de Schönborn-Buchheim.

## Biographie
Damien de Schönborn reçoit comme ses frères une éducation extrêmement religieuse, d'abord à demeure puis au collège jésuite d'Aschaffenbourg. Il étudie à Mayence, Wurtzbourg, Rome, Leyde et Louvain. Il dirige une compagnie en 1699 dans l'armée de l'empereur Léopold et remplit diverses missions diplomatiques pour la Hofburg de Vienne à partir de 1706. Clément XI le créé cardinal in pectore le 30 janvier 1713, avant qu'il ait reçu les ordres. Sa création est publiée le 29 mai 1715. Malgré sa participation à deux conclaves, le cardinal de Schönborn n'a pas une grande influence à la Curie romaine.
Grâce à son oncle Lothaire-François, le cardinal de Schönborn devient prince-évêque de Spire en 1719. De plus il est bailli de l'Ordre Teutonique de la commanderie d'Alden Biesen et de Marbourg.

## Prince-évêque de Spire
Son règne de plus de vingt ans correspond à une période de paix, ainsi que d'épanouissement économique et culturel. Il consolide les finances de la principauté et entreprend plusieurs réformes administratives. Il impose l'instruction obligatoire en 1722. Malgré une intense activité de bâtisseur, le cardinal laisse dans les caisses de la principauté plus d'1,8 million de florins à sa mort. Il fait construire par Balthasar Neumann le château de Bruchsal, et il y établit sa résidence, car le conseil de la ville de Spire est à majorité protestante et réticent à son installation permanente, comme sa population. Le cardinal ne réside dans la ville-même de Spire que l'été.
Des terres de l'évêché  s'étendent entre Lauterbourg et Altenstadt sur le territoire réuni au royaume de France sous Louis XIV. Pendant le règne de Schönborn, des irritations se produisent concernant l’autorité des officiers de l’évêque vis-à-vis ceux du roi de France, son intendant à Strasbourg ainsi que le Conseil souverain d'Alsace à Colmar.

Le cardinal est consacré évêque-coadjuteur de la principauté ecclésiastique de Constance en 1722, grâce à l'appui de ses frères. Le cardinal meurt des suites de la malaria qu'il avait contractée à Rome.

## Résidences du cardinal dans son diocèse

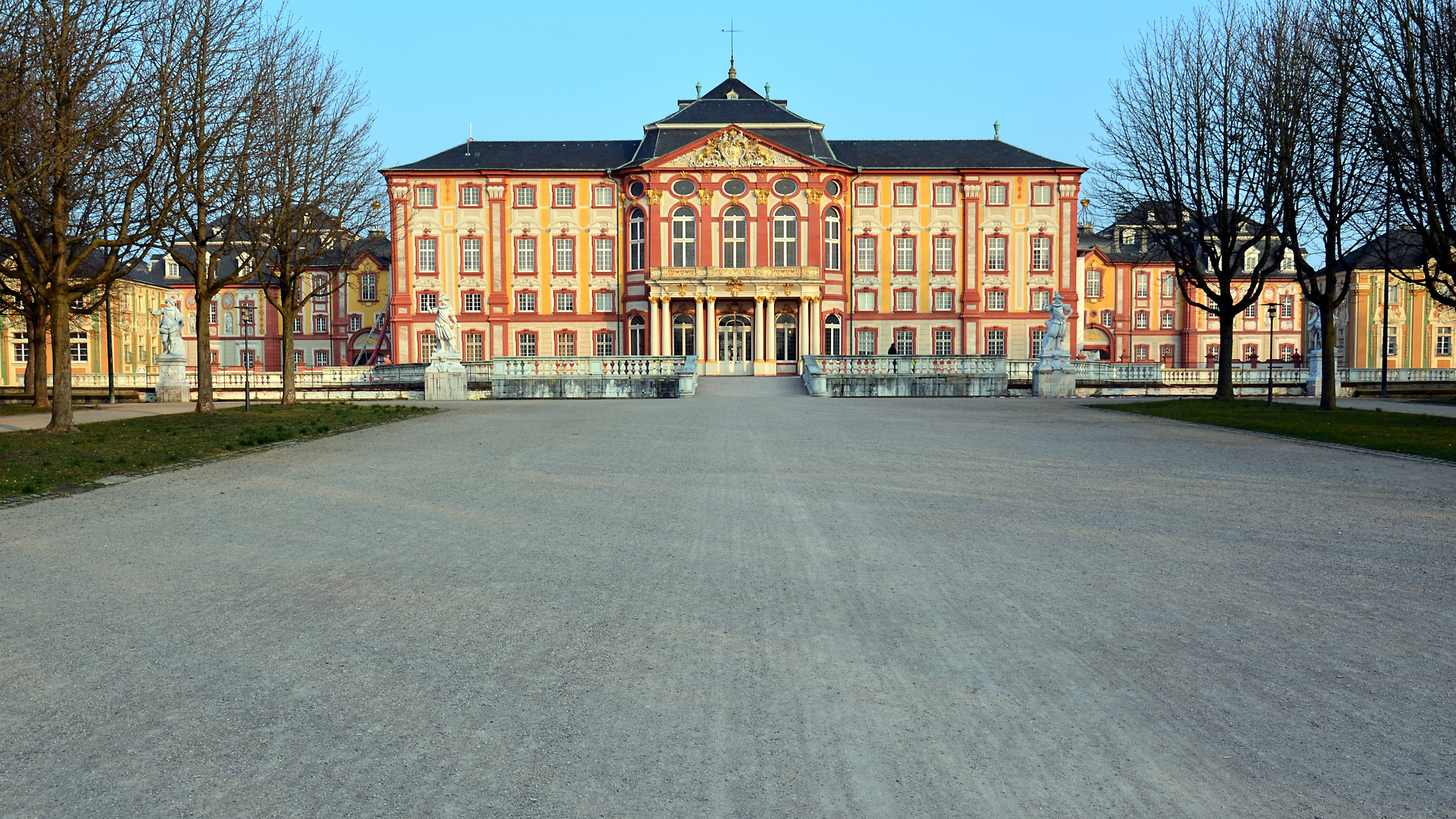
Vue du corps de logis du château de Bruchsal
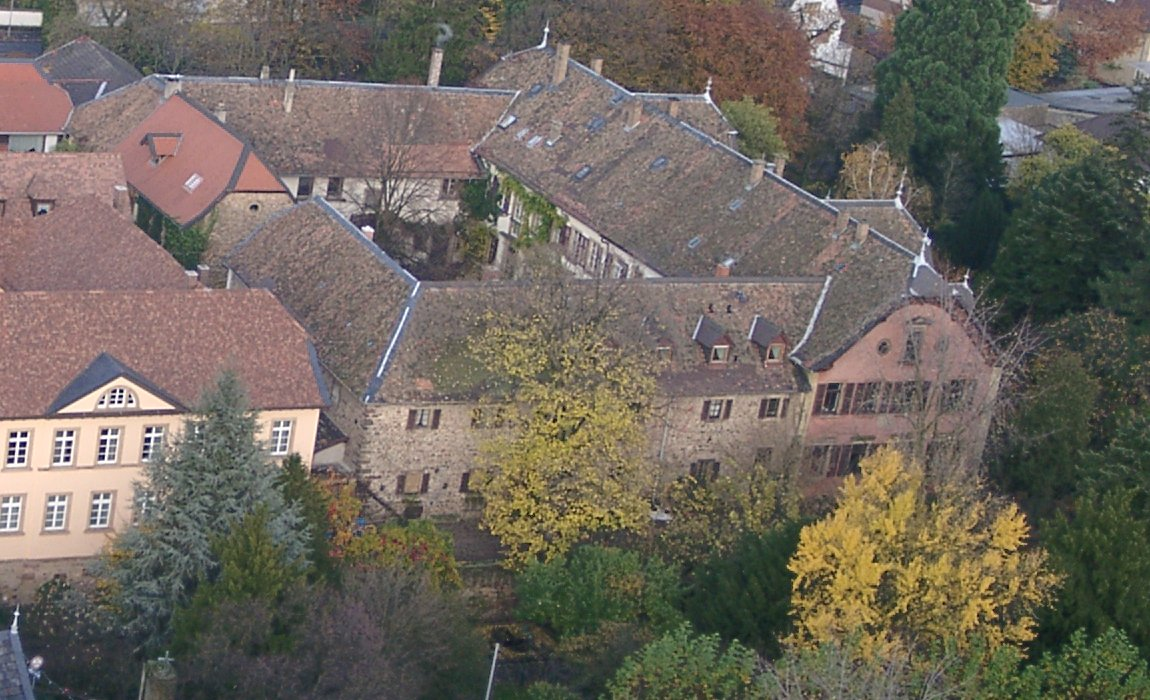
Château de Deidesheim (de)
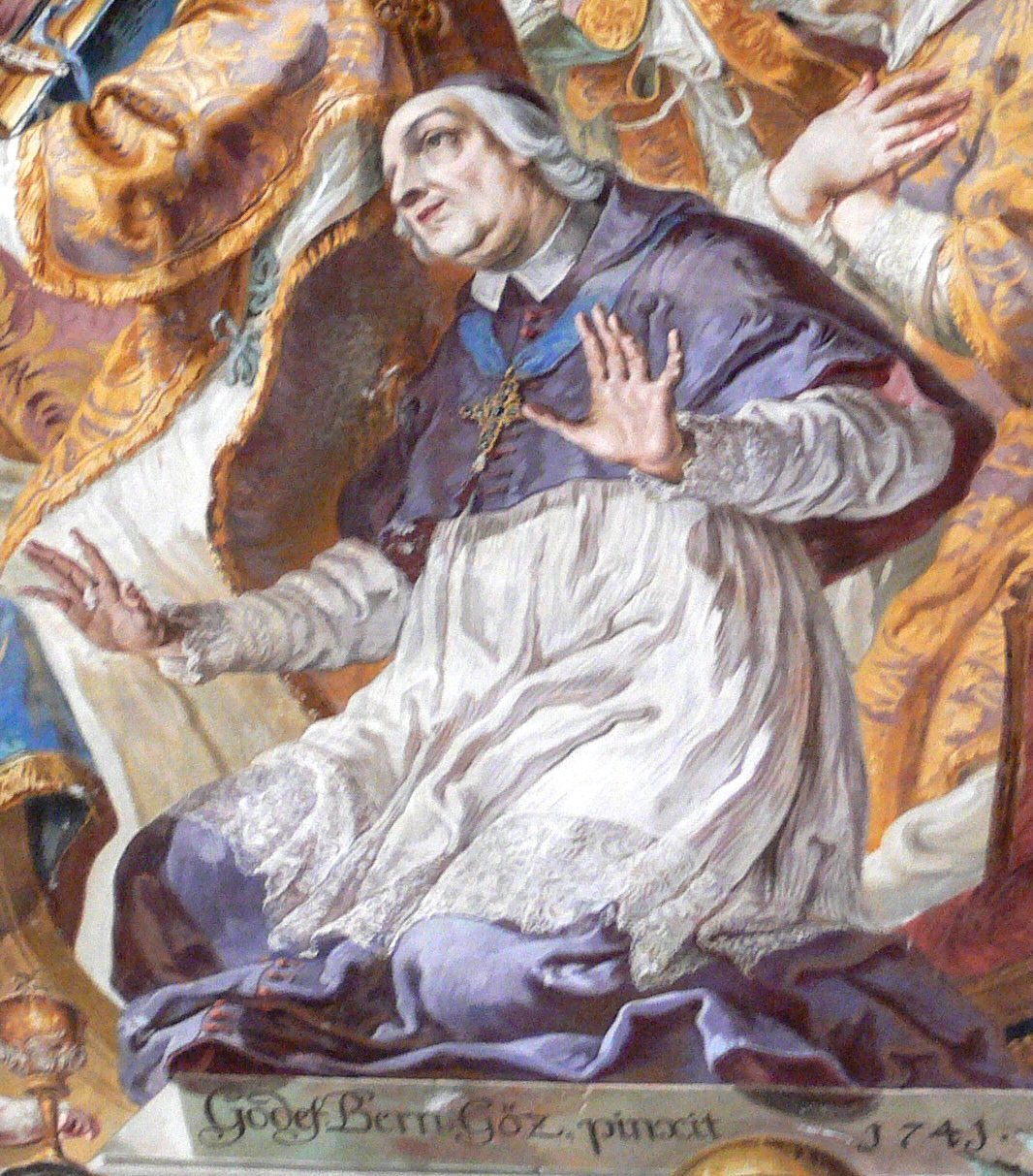
Détail de la fresque de saint Conrad de la chapelle du château de Meersburg (de) représentant le cardinal (par Götz, 1741)
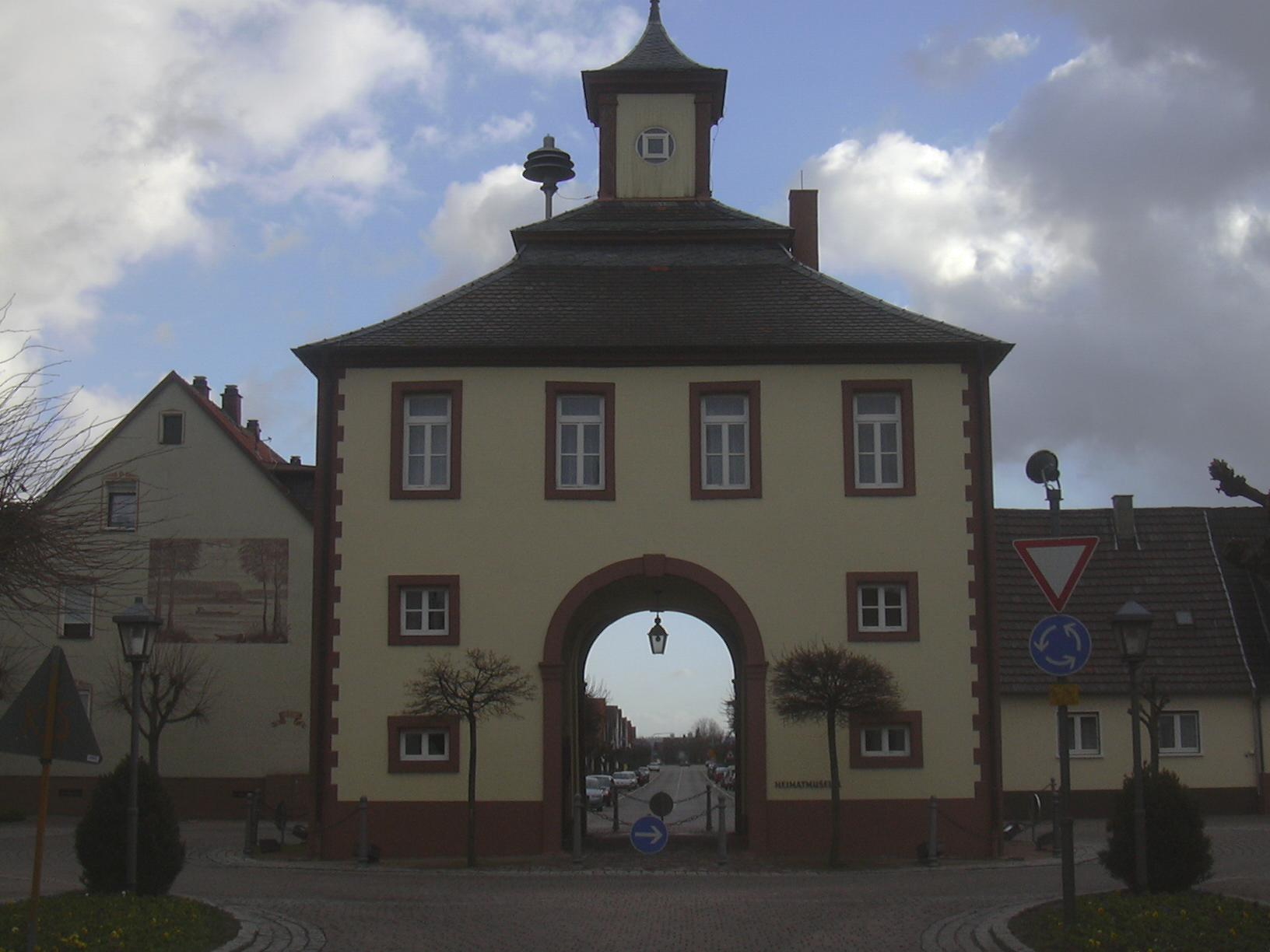
Porte de Karlsdorf-Neuthard
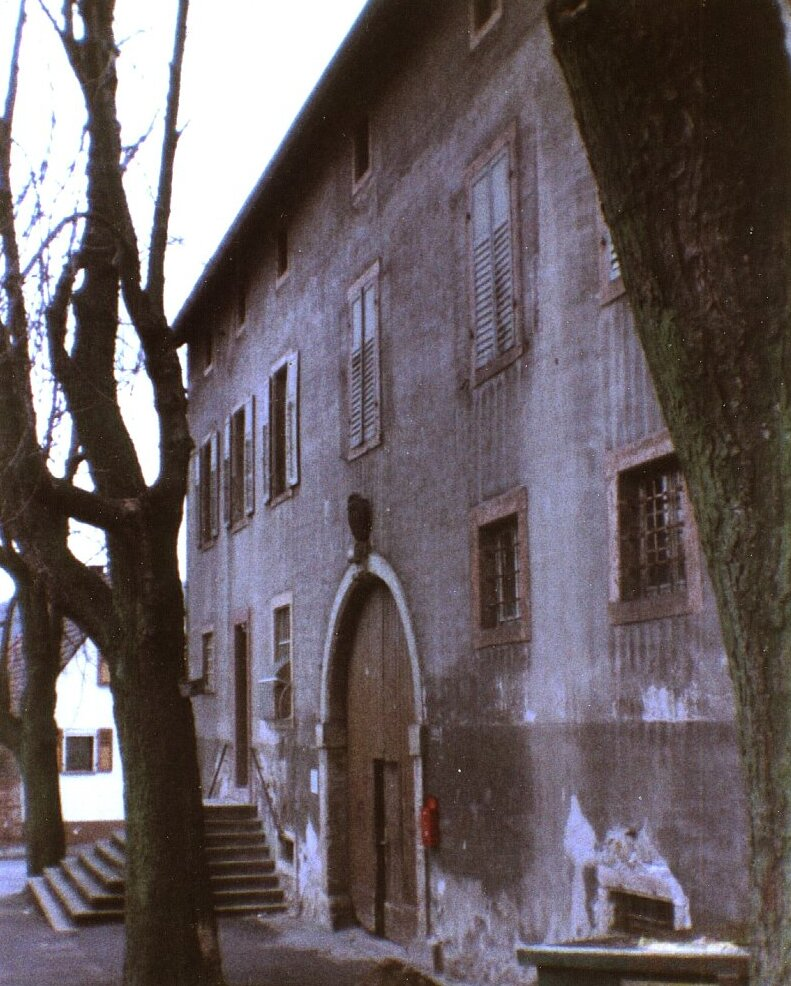
Château de Rauenberg (de)